# 1292 Luce
1292 Luce (1933 SH) là một tiểu hành tinh vành đai chính được phát hiện ngày 17 tháng 9 năm 1933 bởi F. Rigaux ở Uccle.